# Далматовське міське поселення
Далма́товське міське поселення (рос. Далматовское городское поселение) — сільське поселення у складі Далматовського району Курганської області Росії.
Адміністративний центр — місто Далматово.
Населення сільського поселення становить 13020 осіб (2017; 14172 у 2010, 15353 у 2002).

## Склад
До складу сільського поселення входять:
| Населений пункт           | Населення, осіб (2002) | Населення, осіб (2010) |
| ------------------------- | ---------------------- | ---------------------- |
| Верхній Сувариш, присілок | 233                    | 154                    |
| Далматово, місто          | 14972                  | 13911                  |
| Лугова, присілок          | 123                    | 97                     |
| Рощино, присілок          | 25                     | 10                     |